# Équipe d'Égypte féminine de hockey sur gazon
L'équipe d'Égypte féminine de hockey sur gazon est la sélection nationale de l'Égypte représentant le pays dans les compétitions internationales féminines de hockey sur gazon. 

## Palmarès

### Jeux olympiques
L'Égypte n'a jamais participé à un tournoi féminin de hockey sur gazon des Jeux olympiques.

### Coupe du monde
L'Égypte n'a jamais participé à la Coupe du monde.

### Coupe d'Afrique des nations
- 1998 : 4e
- 2009 : 4e
- 2017 : 5e